# Паннильское общество
Па́ннильское общество — сельское общество, входившее в состав Ведлозерской волости Олонецкого уезда Олонецкой губернии.

## Общие сведения
Согласно «Списку населённых мест Олонецкой губернии по сведениям за 1905 год» общество состояло из следующих населённых пунктов:
| № | Населённый пункт | Расстояние до волостного правления в верстах | Количество семей | Всего жителей |
| - | ---------------- | -------------------------------------------- | ---------------- | ------------- |
| 1 | Галват-сельга    | 31                                           | 11               | 39            |
| 2 | Варлоев-лес      | 23                                           | 51               | 231           |
| 3 | Гижезеро         | 13                                           | 27               | 145           |
| 4 | Власьева сельга  | 15                                           | 5                | 21            |
| 5 | Чиккойла         | 13                                           | 13               | 53            |
| 6 | Паннила          | 13                                           | 24               | 111           |

Волостное правление располагалось в селении Речное устье (при Мельницах).
В настоящее время территория общества относится в основном к Пряжинскому району Республики Карелия.